# Z 1 Leberecht Maass
Le Z 1 Leberecht Maass est un destroyer de la Classe Type 1934 de la Kriegsmarine.
Le nom du navire est un hommage au contre-amiral Leberecht Maass qui commandait les unités allemandes lors de la bataille de Heligoland en 1914 et mort à bord du navire-amiral, le SMS Cöln.

## Histoire
Le matin du 3 septembre 1939, sous le commandement du contre-amiral Günther Lütjens, les destroyers Leberecht Maass et Wolfgang Zenker quittent le port de Hel et ouvrent le feu à 7 heures contre deux navires polonais, le destroyer Wicher (pl) et le chasseur de mines Gryf (pl) qui ripostent. Une batterie polonaise de la péninsule intervient, un tir sur le Leberecht Maass fait quatre morts et quatre blessés. Ensuite le Wolfgang Zenker fait un écran de fumée qui interrompt les tirs.
Début 1940, le bateau de la deuxième flottille de destroyers est affecté en mer du Nord. Le 22 février, lui et cinq autres partent pour le Dogger Bank. La flottille est attaquée par erreur par un Heinkel He 111. La Luftwaffe n'était pas informée de l'opération Wikinger. Le Leberecht Maass est atteint par une bombe de 50 kg entre le pont et les cheminées et change de bord. Quelques minutes plus tard, le destroyer se disloque après une détonation au cours d'une seconde attaque et coule avec 282 hommes. 60 survivants sont secourus, certains meurent peu après. La cause de l'explosion n'est pas claire, peut-être une autre bombe du He 111 (qui a fait une seconde attaque), ou le destroyer a heurté une mine de la défense britannique posée en janvier 1940. Lors des manœuvres de sauvetage, le Max Schultz touche une mine non loin et coule avec son équipage de 308 hommes.

## Commandement
- Korvettenkapitän Friedrich Traugott Schmidt - 14 janvier au 29 septembre 1937
- Fregattenkapitän Gerhard Wagner - 4 octobre 1937 au 4 avril 1939
- Korvettenkapitän Fritz Bassenge - 5 avril 1939 au 22 février 1940